# 페인 아레나
페인 아레나(영어: Payne Arena)는 미국 텍사스주 히댈고에 위치한 실내 경기장이다. 과거 CHL 리오그란데밸리 바이퍼스 킬러 비즈, G 리그 리오그란데밸리 바이퍼스의 홈경기장으로 사용했다. 